# Йоан Немовля
Йоан немовля, першомученик Київський (? — 983, Київ) — православний святий, дитина яка зазнала мучеництва. Син мученика Феодора.
Згідно з монастирською традицією, це була саме та дитина, яку 983 року хотіли принести в жертву київські язичники і яка загинула разом зі своїм батьком Федором. Вони були першими київськими мучениками за християнську віру. Куди поділися мощі батька — невідомо. До останків Йоана звертаються з молитвою про народження дітей при неплідності.

В акафісті всім Печерським преподобним про нього сказано: 
|  | «Радуйся, младенче мучениче Іоане, бо кров твою святу ти невинно за Христа пролляв;» |

Святкування пам’яті обох угодників зустрічається вже в рукописному Пролозі XV століття, але під іншим, ніж у сучасній традиції, днем — 12 травня.
Мощі Йоана немовляти спочивають у Ближніх печерах.
Пам’ять 11 жовтня і 25 липня.

## Джерело
- Словник персоналій Національного Києво-Печерського історико-культурного заповідника[недоступне посилання з липня 2019] — ресурс використано за дозволом видавця.